# Ditta Bortolo Nardini

Ditta Bortolo Nardini est une entreprise italienne de l'industrie agroalimentaire. Elle a toujours été détenue et dirigée par un descendant du fondateur, Bortolo Nardini. Fondée en 1779 et encore en activité en 2009, sa longévité lui permet de faire partie de l'Association des Hénokiens.

## Métier
Elle est spécialisée dans la production de la grappa, une boisson alcoolisée par distillation.

## Historique
En 1779, Bortolo Nardini achète une auberge où il décide de distiller et de vendre une grappa de sa fabrication. Depuis, l'entreprise continue de produire et de commercialiser une eau-de-vie là où cela a commencé.